# Lactobacillus bifermentans
Lactobacillus bifermentans è una specie di batterio appartenente alla famiglia delle Lactobacillaceae.